# Wilk rudy
Wilk rudy, wilk czerwony (Canis rufus) – gatunek drapieżnego ssaka z rodziny psowatych (Canidae), uznawany przez niektórych systematyków za podgatunek wilka szarego. Wilk czerwony może być siostrzanym gatunkiem kojota, który ewoluował na zachodzie. Wilk czerwony wyewoluował w izolacji we wschodniej części Ameryki Północnej. Psowate te występowały aż do południowych rejonów wschodniej Kanady. Wschodnie wilki (Canis lycaon) to obecnie jedyne wilki z pierwotnego gatunku (Canis rufus/lycaon), które przetrwały na swobodzie do dzisiaj.
Od około 20 lat wilk czerwony uznany jest za gatunek wymarły na wolności. Kiedyś zamieszkiwał południowe Stany Zjednoczone (Pensylwania, Floryda i Teksas), ale ustawiczne polowania, jak również niszczenie ich legowisk spowodowały prawie kompletny zanik tego gatunku. Reintrodukowany przez United States Fish and Wildlife Service w Karolinie Północnej i w Great Smoky Mountains. Obecna populacja szacowana jest na ponad 200 osobników.
Status wilka rudego jako odrębnego gatunku jest niepewny; z badań vonHoldt i współpracowników (2016) wynika, że jest to hybryda wilka szarego i kojota preriowego
Długość ciała 140–165 cm, wysokość w kłębie 38–40 cm, masa 18–36 kg. Żywią się gryzoniami.